# Concierto para clarinete n.º 2 (Weber)

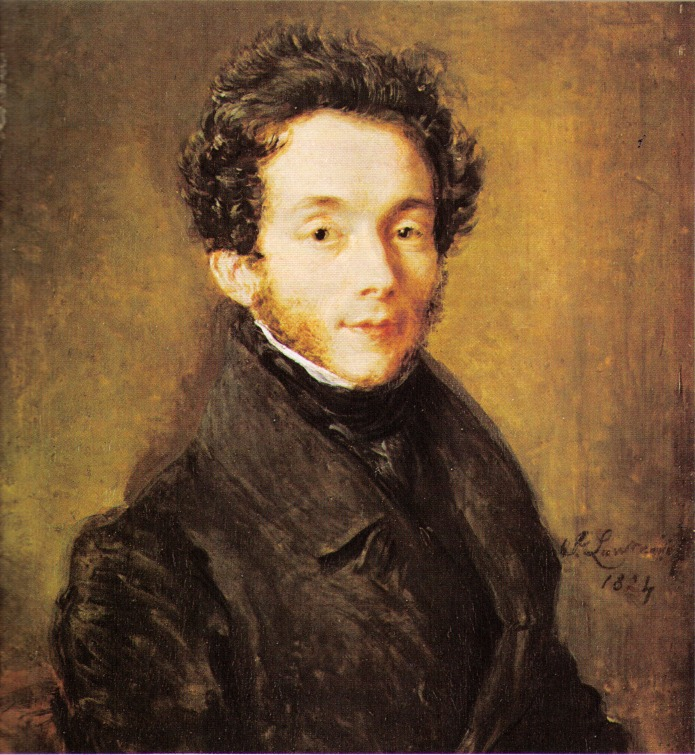
Weber en 1814.

El Concierto para clarinete n.º 2 en mi bemol mayor, Op. 74 J. 118 fue compuesto por Carl Maria von Weber en 1811. La obra está dedicada al clarinetista Heinrich Bärmann.

## Historia

### Composición
La composición de este opues se desarrolló en 1811, después de su Concertino para clarinete y orquesta en mi bemol mayor, Op. 26 y de su Concierto para clarinete n.º 1 en fa menor, Op. 73. Las tres obras fueron escritas para Bärmann y están dedicadas a él. Las tres muestran una comprensión completa de las capacidades del instrumento. A principios de 1811 Carl Maria von Weber entabló amistad con el clarinetista Heinrich Bärmann, quien estrenó su Concertino para clarinete. El rey Maximiliano I de Baviera encargó al compositor dos obras para que fuese interpretadas por Bärmann. Por lo tanto, el maestro alemán estuvo trabajando al mismo tiempo en los Conciertos para clarinete n.º 1 y n.º 2. El segundo concierto lleva la referencia J. 118 en el catálogo de sus obras compilado por Friedrich Wilhelm Jähns.
Una copia manuscrita de la partitura se conserva en la Biblioteca Estatal y Universitaria de Sajonia de Dresde bajo la denominación Mus.4689-M-1 y se puede consultar en línea.

### Publicación

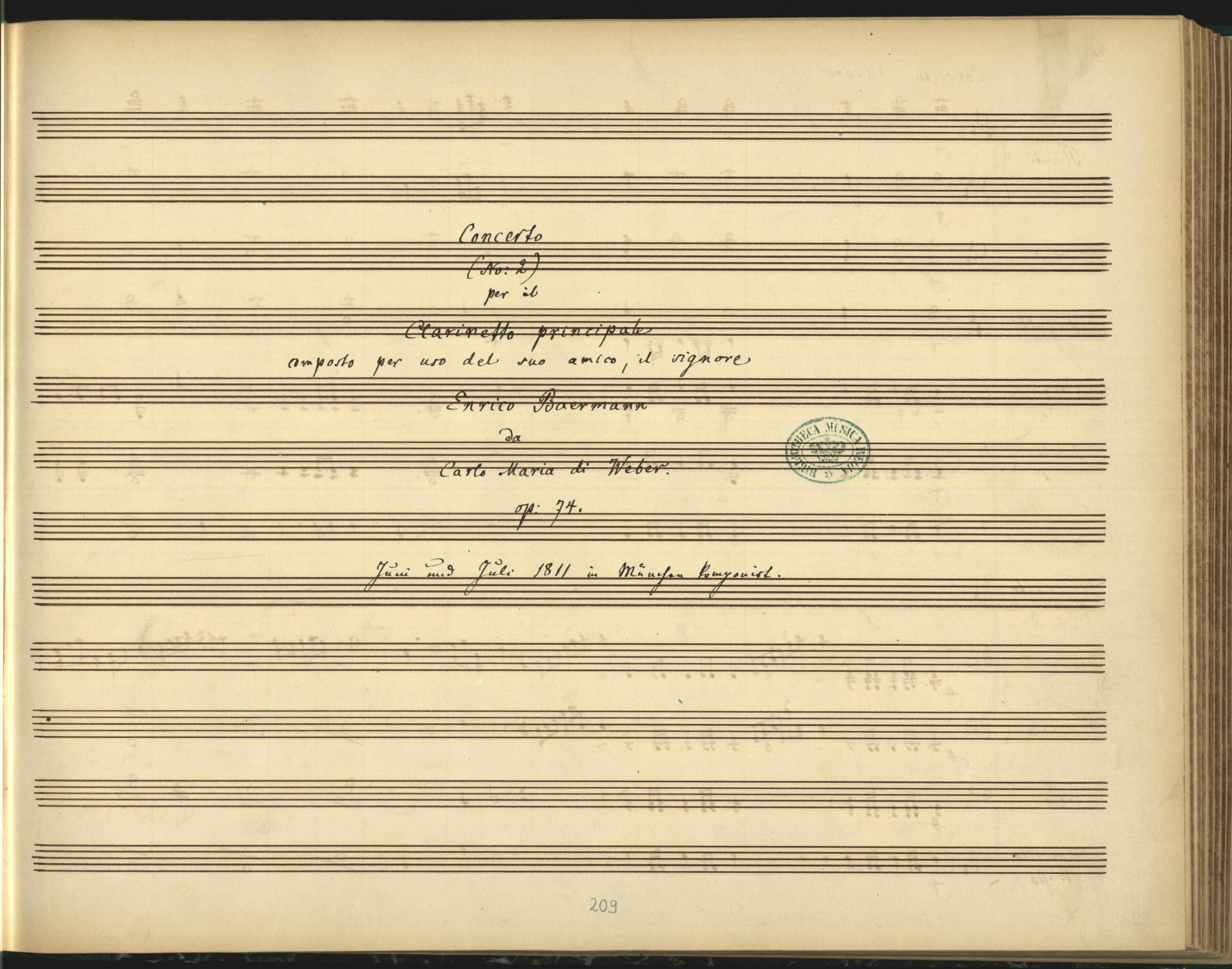
Portada de una copia manuscrita de la partitura.

La primera edición de la pieza se cree que fue llevada a cabo en 1813.

## Instrumentación
La partitura está escrita para un clarinete en si bemol solista y una orquesta formada por:
- Viento madera: 2 flautas, 2 oboes, 2 fagotes.
- Viento metal: 2 trompas en mi bemol, 3 trompetas en mi bemol.
- Percusión: 2 timbales.
- Cuerda: una sección de cuerdas con violines I y II, violas, violonchelos y contrabajos.

## Estructura y análisis
El concierto consta de tres movimientos:
- I. Allegro, en mi bemol mayor 4
4
- II. Romanza. Adagio con moto, 6
8 en sol menor con modulaciones a do menor en la orquesta y fa mayor para las intervenciones del solista,
- III. Alla Polacca – Rondo, en mi bemol mayor 3
4

## Recepción de la obra
Norman Heim considera que el Concierto para clarinete n.º 2  es “técnicamente y rítmicamente más exigente, pero musicalmente menos profundo que el Concierto para clarinete n.º 1.

## Discografía selecta
- 1961 – Heinrich Geuser, Orquesta Sinfónica de Radio Berlín, Ferenc Fricsay (DG).
- 1968 – Karl Leister, Orquesta Filarmónica de Berlín, Rafael Kubelik (DG)
- 1969 – Benny Goodman, Orquesta Sinfónica de Chicago, Jean Martinon (RCA). Con Concierto n.º 1.
- 1982 – Janet Hilton, Orquesta Sinfónica de Birmingham, Neeme Järvi (Chandos). Obra completa con clarinete.
- 1983 – Eduard Brunner, Orquesta Sinfónica de Bamberg, Oleg Caetani (Orfeo C 067831 A) Con Concierto n.º 1 y Concertino.
- 1985 – Sabine Meyer, Staatskapelle Dresden, Herbert Blomstedt (EMI Classics 2292-45792-2) Con Concierto n.º 1, Concertino y Quinteto con clarinete.
- 1989 – Walter Boeykens, Filarmónica de Róterdam, James Conlon (Teldec; Erato; Apex; Warner) Con Concierto n.º 1, Concertino y Grand duo concertant.
- 1991 – Paul Meyer, Royal Philharmonic Orchestra, Günther Herbig (Denon). Con Concierto n.º 1.
- 2005 – Martin Frost, Tapiola Sinfonietta, Jean-Jacques Kantorow (BIS). Con Concierto n.º 1, Concertino y Quinteto.
- 2009 – Karl-Heinz Steffens, Orquesta Sinfónica de Bamberg, Rodoslaw Szulc (SACD Tudor 7159). Con Concierto n.º 1  y Concertino.
- 2019 – Sharon Kam, Orquesta Sinfónica de la Radio de Viena, Gregor Bühl (Orfeo). Con obras de Kurpiński, Crusell, 1811.